# Dibamus dalaiensis
Dibamus dalaiensis es una especie de escamosos de la familia Dibamidae.

## Distribución geográfica yhábitat
Es endémica de las selvas montanas del oeste de Camboya. Su rango altitudinal oscila alrededor de 1000 m s. n. m..